# ÖFB-Cup 1968-1969
La ÖFB-Cup 1968-1969 è stata la 35ª edizione della coppa nazionale di calcio austriaca.

## Ottavi di finale
| Squadra 1            | Risultato | Squadra 2          |
| -------------------- | --------- | ------------------ |
| 29 ottobre 1968      |           |                    |
| Schwarz-Weiß Bregenz | 1 - 2     | Wacker Innsbruck   |
| 9 novembre 1968      |           |                    |
| Admira Vienna        | 4 - 2     | WSG Radenthein     |
| Grazer AK            | 1 - 2     | Austria Klagenfurt |
| WSG Swarovski Tirol  | 2 - 0     | Wacker Wien        |
| 22 dicembre 1968     |           |                    |
| Tulln                | 1 - 0     | Austria Salisburgo |
| 15 febbraio 1969     |           |                    |
| Eisenstadt           | 2 - 3     | Austria Vienna     |
| Wiener SC            | 6 - 1     | Wolfsberger        |
| 19 marzo 1969        |           |                    |
| Rapid Vienna         | 3 - 0     | VÖEST Linz         |

## Quarti di finale
| Squadra 1           | Risultato | Squadra 2          |
| ------------------- | --------- | ------------------ |
| 22 febbraio 1969    |           |                    |
| Admira Vienna       | 0 - 1     | Austria Vienna     |
| 23 febbraio 1969    |           |                    |
| Tulln               | 0 - 1     | Wiener SC          |
| 19 marzo 1969       |           |                    |
| WSG Swarovski Tirol | 1 - 0     | Austria Klagenfurt |
| 26 marzo 1969       |           |                    |
| Rapid Vienna        | 3 - 0     | Wacker Innsbruck   |

## Semifinale
| Squadra 1      | Risultato | Squadra 2           |
| -------------- | --------- | ------------------- |
| 14 maggio 1969 |           |                     |
| Austria Vienna | 0 - 1     | Rapid Vienna        |
| 15 maggio 1969 |           |                     |
| Wiener SC      | 2 - 0     | WSG Swarovski Tirol |

## Finale
| Squadra 1     | Risultato | Squadra 2 |
| ------------- | --------- | --------- |
| 3 giugno 1969 |           |           |
| Rapid Vienna  | 2 - 1     | Wiener SC |